# Danela Arsovska

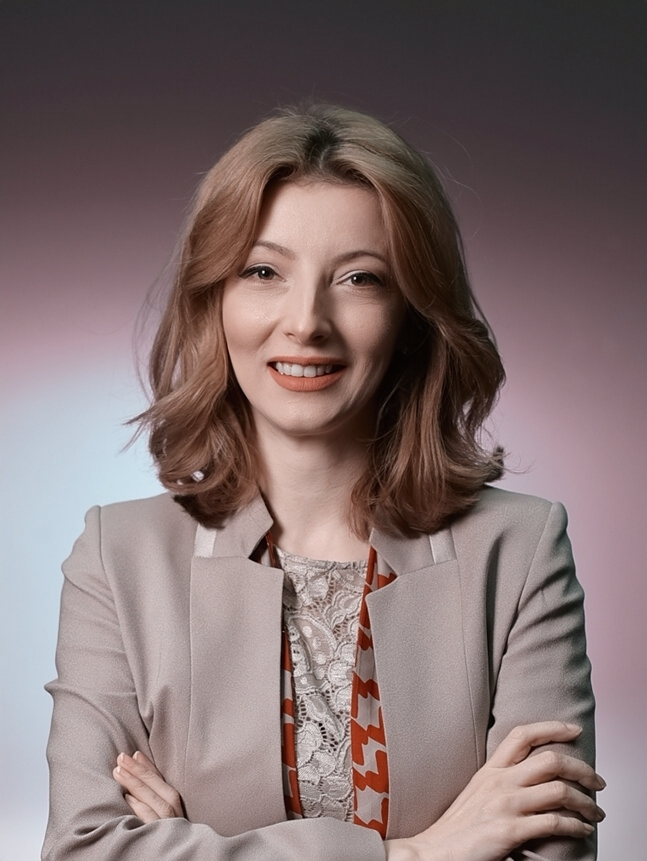
Danela Arsovska (2020)

Danela Arsovska (mazedonisch Данела Арсовска; bulgarisch Даниела Арсовска ‚Daniela Arsowska‘) (* 20. Dezember 1979, Skopje, damals Jugoslawien) ist eine nordmazedonische Politikerin. 

## Werdegang
Arsovska studierte Wirtschaftswissenschaft an der Universität Skopje, später studierte sie an der University of Oxford und der University of Sheffield. Später war sie als Beraterin für die Weltbank tätig, 2017 wurde sie Mitglied am Ständigen Schiedshof. Sie besitzt auch die Bulgarische Staatsangehörigkeit.
Bei den nordmazedonischen Kommunalwahlen 2021 kandidierte sie als unabhängige Kandidatin für das Amt des Bürgermeisters der nordmazedonischen Hauptstadt Skopje. Ihre Kandidatur wurde dabei von der größten Oppositionspartei VMRO-DPMNE unterstützt und sie erreichte die Stichwahl. Während des Wahlkampfs verwendete die Regierungspartei SDSM im Zusammenhang mit ihrer bulgarischen Staatsbürgerschaft zum ersten Mal Plakate mit der Aufschrift „Bürgermeisterin von Petrich“ mit der bulgarischen Flagge und der Aufschrift Bürgermeisterin von Skopje neben Arsovskas Bild. Auch der Ministerpräsident des Landes, Zoran Zaev (SDSM), nahm an der anti-bulgarische Kampagne teil und forderte den Rücktritt von ihrer Kandidatur. Zaev sah in ihrer bulgarischen Staatsangehörigkeit ein politisches, ethisches und moralisches Problem. Darüber hinaus stellte Zaev vor dem zweiten Wahlgang seinen Rücktritt in Aussicht, sollte seine Partei die Stichwahl in der nordmazedonischen Hauptstadt gegen Arsovska verlieren. Arsovska gewann in der zweiten Runde der Bürgermeisterwahlen in Skopje und wurde die erste Bürgermeisterin der Hauptstadt seit der Unabhängigkeit und die zweite nach Vera Aceva 1948. Zaev zog darauf die politischen Konsequenzen und trat von allen Posten zurück.
Neben Arsovska besitzen auch ihr Ehemann und ihr Sohn die bulgarische Staatsangehörigkeit.